# Café de Flore
Het Café de Flore is een van de oudste koffiehuizen in de Franse hoofdstad Parijs.
Het café werd waarschijnlijk in 1885 geopend, ten tijde van de Derde Franse Republiek en vernoemd naar een standbeeld van de Romeinse Godin Flora dat aan de overkant stond. De schrijvers Joris-Karl Huysmans en Remy de Gourmont behoorden tot de eerste vaste bezoekers en al snel werd het café een belangrijke ontmoetingsplek van de Parijse intellectuele elite. Sinds 1994 wordt hier elk jaar de literatuurprijs Prix de Flore uitgereikt. Het café ligt in in de wijk Saint-Germain-des-Prés (6e arrondissement) op de hoek van de Boulevard Saint-Germain en de Rue Saint-Benoît.